# Hamirpur (Distrikt, Uttar Pradesh)
Der Distrikt Hamirpur (Hindi हमीरपुर जिला, Urdu ضلع حمیرپور) ist ein überwiegend ländlicher Distrikt in der historischen Region Bundelkhand im Süden des indischen Bundesstaats Uttar Pradesh. Verwaltungszentrum ist die ca. 40.000 Einwohner zählende Stadt Hamirpur.

## Geografie
Der Distrikt Hamirpur liegt südlich der Gangesebene. Die durchschnittliche Höhe beträgt zwischen 80 und 250 m. Die durchschnittliche jährliche Niederschlagsmenge, von der jedoch etwa 90 % während der sommerlichen Monsunzeit fallen, liegt bei ca. 915 mm. Der Fluss Dhasan begrenzt den Distrikt im Westen, die Flüsse Betwa und Yamuna im Norden und der Ken abschnittsweise im Osten.
Nachbardistrikte sind die Distrikte Jhansi im Westen sowie Jalaun im Norden und Nordwesten, Kanpur Dehat und Kanpur Nagar im Norden, Fatehpur im Nordosten, Banda im Osten und Südosten sowie Mahoba im Süden.

## Geschichte
Über die frühe Geschichte der Gegend um Hamirpur ist wenig bekannt – sie gehörte wohl zum Kosala-Reich, das jedoch schon bald vom Magadha-Reich abgelöst wurde, aus welchem sich im 3. Jahrhundert. v. Chr. das Maurya-Reich entwickelte. Im 4./5. Jahrhundert n. Chr. kam die Region zum Gupta-Reich, welches später von den Königen der Kalachuri-, der Pratihara- und der Chandella-Dynastie abgelöst wurde. Im Hochmittelalter (ab ca. 1200) übernahmen die Herrscher von Delhi nominell die Oberhoheit und ab 1526 stand das Gebiet unter der Kontrolle des Mogul-Reiches. Während dessen Niedergang nach dem Tod Aurangzebs (1707) versuchten die Marathen ihren Einfluss auch auf die Region Bundelkhand auszuweiten; sie mussten das Gebiet jedoch im Vertrag von Bassein vom 31. Dezember 1802 an die Britische Ostindien-Kompanie abtreten. Das Gebiet Hamirpurs wurde zunächst Teil des neuen Distrikts Bundelkhand. Dieser wurde im März in die beiden Distrikte North Bundelkhand (Kalpi), der Hamirpur einschloss, und Banda aufgeteilt. 1823 wurde der Distrikt Hamirpur gebildet. Nach der Unabhängigkeit Indiens (1947) kam der Distrikt zum Bundesstaat Uttar Pradesh. Am 11. Februar 1995 wurde aus Teilen Hamirpurs der neue Distrikt Mahoba gebildet.

## Verwaltungsgliederung
Der Distrikt Hamirpur ist in vier Verwaltungsbezirke (tehsils oder subdivisions) unterteilt: Hamirpur, Maudaha, Rath und Sahila. Er besteht aus den Mittelstädten Rath (ca. 75.000), Maudaha (ca. 45.000), Sumerpur (ca. 45.000) und Hamirpur (ca. 40.000), den Kleinstädten Kurara (ca. 15.000), Sarila (ca. 12.000) und Gohand (ca. 9.000) sowie ca. 500 kleineren und größeren Dörfern.

## Bevölkerung
Die folgende Tabelle zeigt die Bevölkerungsentwicklung der letzten Jahrzehnte.
| Jahr      | 2001    | 2011      |
| Einwohner | 993.792 | 1.104.285 |

Hindus dominieren in den Dörfern auf dem Lande (etwa 90 %); in den Städten lebt eine deutlich höhere Zahl von Moslems (etwa 20 %). In der Dekade zwischen 2001 und 2011 wuchs die Bevölkerung um ca. 11 % auf etwa 1,1 Millionen an, wobei der männliche Bevölkerungsanteil den der weiblichen um etwa 15 % übersteigt. Gut 80 % der Bevölkerung lebt in den Dörfern auf dem Lande; durchschnittlich ca. 35 % der Menschen (in den ländlichen Regionen auch mehr) gelten als Analphabeten. Man spricht überwiegend Hindi und Bundeli.

## Wirtschaft
Der größte Teil der Fläche des Distrikts Hamirpur ist immer noch in hohem Maße landwirtschaftlich geprägt (Weizen, Linsen, Hirse etc.). Im gesamten Distrikt gibt es acht Bahnhöfe von eher geringer Bedeutung an der Strecke Kanpur – Banda, Prayagraj.

## Sehenswürdigkeiten
Im gesamten Distrikt Hamirpur gibt es weder Tempel noch sonstige Stätten von größerer historischer oder touristischer Bedeutung.